# Diogmites virescens
Diogmites virescens là một loài ruồi trong họ Asilidae. Diogmites virescens được Bellardi miêu tả năm 1861. Loài này phân bố ở vùng Tân nhiệt đới.